# Musculus levator prostatae
A musculus levator prostata egy izom a férfi medencéjében a nemi szervénél.

## Eredés, tapadás, elhelyezkedés
A musculus puborectalis legbelső és hasi részének rostjaiból alakul ki. A prosztatát fogja körbe és a még a corpus perineale-on is tapad.

## Funkció
Emeli a prosztatát.

## Beidegzés, vérellátás
A ramus anterior nervi spinalis idegzi be. Az arteria glutea inferior látja el vérrel.

## Külső hivatkozások
- Primal 3D Interactive Pelvis & Perineum